# فاليو
فاليو (بالإنجليزية: Valeo)‏ هي مورد فرنسي عالمي للسيارات ومقره فرنسا ، مدرج في بورصة باريس ( مؤشر كاك-40 ). توفر مجموعة واسعة من المنتجات لشركات صناعة السيارات وما بعد البيع. توظف المجموعة 113,600 شخص في 33 دولة حول العالم. لديها 186 مصنع إنتاج و 59 مركزًا للبحث والتطوير و 15 منصة توزيع. تركز إستراتيجيتها على الابتكار والتنمية في المناطق ذات النمو المرتفع والبلدان الناشئة.  في عام 2018 ، ارتفعت مبيعات Valeo بنسبة 4٪ إلى 19.1 مليار يورو. كما صنفت في المرتبة الأولى في ملف براءات الاختراع في فرنسا من 2016 إلى 2018. 

## وصلات خارجية
- الموقع الرسمي